# 大森晃太郎
大森 晃太郎（おおもり こうたろう、1992年4月28日 - ）は、大阪府大阪市淀川区出身のプロサッカー選手。ポジションはミッドフィールダー（サイドハーフ、オフェンシブハーフ）。

## 来歴

### プロ入り前
大阪セントラルFCでサッカーを始め、ガンバ大阪ジュニアユースへ入団。同期に宇佐美貴史や昌子源がいる。2006年には宇佐美を中心とした2年生主体のチームながら、U-15全日本ユース選手権を制して注目を浴びた。翌2007年に飛び級でユースチームへ昇格したため宇佐美は抜けたが、ガンバ大阪ジュニアユースは同大会を連覇している。高校時代はガンバ大阪ユースへ昇格、1年次の第16回Jリーグユース選手権大会決勝では途中出場で決勝ゴールを決める活躍でガンバ大阪ユースの6年ぶり4度目のJリーグユースカップ優勝に貢献し、3年次にはキャプテンも務めた。2010年に2種登録され、関西ステップアップリーグなどサテライトのゲームに出場した。

### ガンバ大阪
2011年度、ユースからガンバ大阪トップチームへ唯一昇格した。8月13日のJ1第21節・セレッソ大阪との大阪ダービーでリーグ戦初出場を果たした。
2012年はリーグ戦わずか4試合の出場に留まった。2013年も前半戦はほとんど出場機会がなかったものの、宇佐美のブンデスリーガからの復帰戦となったJ2第25節神戸戦で初スタメンに抜擢されると首位攻防戦の勝利に貢献。以降、サイドハーフのレギュラーに定着し、J2第40節京都戦でリーグ初得点を決めた。
2014年は開幕からコンスタントに出場機会をつかみ、シーズン半ばからレギュラーに定着。7月27日の第17節神戸戦で右膝の靭帯を損傷し約2カ月後に実戦復帰。11月8日に行われたナビスコカップ決勝・サンフレッチェ広島戦では、後半からの出場で決勝点を決めガンバの7年ぶりのナビスコカップ優勝に貢献した。リーグ戦でも中盤の2列目からの積極的なハードワークで攻守両面にわたり奮闘し、ガンバのリーグ優勝さらには国内三冠に貢献した。
2015年シーズン序盤はレギュラーからスタートし、後半戦は9月に左ひざ靭帯損傷で一時離脱したことでベンチスタートが多かったが、チャンピオンシップ出場がかかったJ1最終節山形戦では先発出場で2ゴールを挙げチャンピオンシップ出場を決める活躍を見せた。
2016年9月17日の2ndステージ第12節・名古屋グランパス戦で先制点を決め、第一子誕生を祝うゆりかごダンスを披露した。

### ヴィッセル神戸
2016年12月27日、ヴィッセル神戸へ完全移籍で加入することが発表された。2017年3月18日の第4節・ジュビロ磐田戦では2試合連続得点を決めて勝利に貢献した。

### FC東京
2018年よりFC東京へ完全移籍で加入。10月7日の第29節・名古屋グランパス戦で移籍後初得点を決めた。

### ジュビロ磐田
2020年1月5日、ジュビロ磐田へ完全移籍で加入。8月2日のJ2第9節・愛媛FC戦で移籍後初得点を決めた。
2021年11月14日、J1昇格が懸かった水戸ホーリーホック戦でシーズン初得点を決めてチームを勝利へ導き、J1昇格に貢献した。
2024年12月26日に契約満了が発表された。

### ムアントン・ユナイテッド
2024年1月26日、ムアントン・ユナイテッドFCへ期限付きで加入。公式戦11試合1得点を記録した。

### カマタマーレ讃岐
2024年8月20日、カマタマーレ讃岐へ期限付きで加入。公式戦への出場はなかった。2024年12月26日に期限付き移籍期間満了で退団が発表された。

## 所属クラブ
- 2002年 - 2004年 大阪セントラルFC (大阪市立塚本小学校)
- 2005年 - 2007年 ガンバ大阪ジュニアユース (大阪市立新北野中学校)
- 2008年 - 2010年 ガンバ大阪ユース (大阪府立茨木西高等学校)
- 2011年 - 2016年  ガンバ大阪
- 2017年  ヴィッセル神戸
- 2018年 - 2019年  FC東京
- 2020年 - 2024年  ジュビロ磐田
  - 2024年 - 同年8月  ムアントン・ユナイテッドFC (期限付き移籍)
  - 2024年8月 - 同年12月  カマタマーレ讃岐 (期限付き移籍)

## 個人成績
| 国内大会個人成績 | 国内大会個人成績 | 国内大会個人成績 | 国内大会個人成績 | 国内大会個人成績             | 国内大会個人成績 | 国内大会個人成績 | 国内大会個人成績 | 国内大会個人成績 | 国内大会個人成績 | 国内大会個人成績 | 国内大会個人成績 |
| 年度             | クラブ           | 背番号           | リーグ           | リーグ戦                     | リーグ戦         | リーグ杯         | リーグ杯         | オープン杯       | オープン杯       | 期間通算         | 期間通算         |
| 年度             | クラブ           | 背番号           | リーグ           | 出場                         | 得点             | 出場             | 得点             | 出場             | 得点             | 出場             | 得点             |
| 日本             | 日本             | 日本             | 日本             | リーグ戦                     | リーグ戦         | リーグ杯         | リーグ杯         | 天皇杯           | 天皇杯           | 期間通算         | 期間通算         |
| ---------------- | ---------------- | ---------------- | ---------------- | ---------------------------- | ---------------- | ---------------- | ---------------- | ---------------- | ---------------- | ---------------- | ---------------- |
| 2011             | G大阪            | 31               | J1               | 1                            | 0                | 0                | 0                | 1                | 0                | 2                | 0                |
| 2012             | G大阪            | 19               | J1               | 4                            | 0                | 0                | 0                | 2                | 0                | 6                | 0                |
| 2013             | G大阪            | 19               | J2               | 16                           | 1                | -                | -                | 2                | 0                | 18               | 1                |
| 2014             | G大阪            | 19               | J1               | 24                           | 5                | 8                | 2                | 3                | 0                | 35               | 7                |
| 2015             | G大阪            | 19               | J1               | 30                           | 3                | 5                | 1                | 1                | 1                | 36               | 5                |
| 2016             | G大阪            | 19               | J1               | 25                           | 3                | 5                | 0                | 1                | 0                | 31               | 3                |
| 2017             | 神戸             | 29               | J1               | 26                           | 4                | 5                | 0                | 3                | 0                | 34               | 4                |
| 2018             | FC東京           | 39               | J1               | 32                           | 1                | 1                | 0                | 3                | 0                | 36               | 1                |
| 2019             | FC東京           | 39               | J1               | 25                           | 1                | 10               | 0                | 2                | 0                | 37               | 1                |
| 2020             | 磐田             | 8                | J2               | 41                           | 4                | -                | -                | -                | -                | 41               | 4                |
| 2021             | 磐田             | 8                | J2               | 37                           | 1                | -                | -                | 3                | 0                | 40               | 1                |
| 2022             | 磐田             | 8                | J1               | 25                           | 2                | 1                | 0                | 0                | 0                | 26               | 2                |
| 2023             | 磐田             | 8                | J2               | 5                            | 0                | 2                | 0                | 1                | 0                | 8                | 0                |
| タイ             | タイ             | タイ             | タイ             | リーグ戦                     | リーグ戦         | リーグ杯         | リーグ杯         | FA杯             | FA杯             | 期間通算         | 期間通算         |
| 2023-24          | ムアントン・U    | 8                | T1               | 8                            | 1                | 3                | 0                | 0                | 0                | 11               | 1                |
| 日本             | 日本             | 日本             | 日本             | リーグ戦                     | リーグ戦         | リーグ杯         | リーグ杯         | 天皇杯           | 天皇杯           | 期間通算         | 期間通算         |
| 2024             | 讃岐             | 33               | J3               | 0                            | 0                | -                | -                | -                | -                | 0                | 0                |
| 通算             | 日本             | 日本             | J1               | 192                          | 19               | 35               | 3                | 16               | 1                | 243              | 23               |
| 通算             | 日本             | 日本             | J2               | 99                           | 6                | 2                | 0                | 6                | 0                | 107              | 6                |
| 通算             | 日本             | 日本             | J3               | \|\|\|\|\|\|\|\|\|\|\|\|\|\| |                  |                  |                  |                  |                  |                  |                  |
| 通算             | タイ             | タイ             | T1               | 8                            | 1                | 3                | 0                | 0                | 0                | 11               | 1                |
| 総通算           | 総通算           | 総通算           | 総通算           | 299                          | 26               | 40               | 3                | 22               | 1                | 361              | 30               |

その他の公式戦
| 2016   | G大23  | 19     | J3     | 2 | 0 | 2 | 0 |
| 2018   | F東23  | 39     | J3     | 1 | 0 | 1 | 0 |
| 通算   | 日本   | 日本   | J3     | 3 | 0 | 3 | 0 |
| 総通算 | 総通算 | 総通算 | 総通算 | 3 | 0 | 3 | 0 |

- 2015年
  - スーパーカップ 1試合0得点
  - Jリーグチャンピオンシップ 3試合0得点

| 国際大会個人成績 | 国際大会個人成績 | 国際大会個人成績 | 国際大会個人成績 | 国際大会個人成績 |
| 年度             | クラブ           | 背番号           | 出場             | 得点             |
| AFC              | AFC              | AFC              | ACL              | ACL              |
| ---------------- | ---------------- | ---------------- | ---------------- | ---------------- |
| 2011             | G大阪            | 31               | 0                | 0                |
| 2012             | G大阪            | 19               | 1                | 0                |
| 2015             | G大阪            | 19               | 8                | 1                |
| 2016             | G大阪            | 19               | 3                | 0                |
| 通算             | AFC              | AFC              | 12               | 1                |

その他の国際公式戦
- 2015年
  - スルガ銀行チャンピオンシップ 1試合0得点

出場歴
- Jリーグ初出場 - 2011年8月13日 J1第21節 vsセレッソ大阪（大阪長居スタジアム）
- Jリーグ初得点 - 2013年11月10日 J2第40節 vs京都サンガF.C.（京都市西京極総合運動公園陸上競技場兼球技場）
- タイ・リーグ1初出場・初得点 - 2024年2月14日 第17節 vsポートFC（PATスタジアム）

## タイトル

### クラブ
ガンバ大阪ジュニアユース
- 高円宮杯全日本ユース選手権(U-15)：2回（2006年、2007年）
- JFAプレミアカップ：1回（2007年）

ガンバ大阪ユース
- Jユースカップ：1回（2008年）

ガンバ大阪
- Jリーグ ディビジョン1：1回（2014年）
- Jリーグ ディビジョン2：1回（2013年）
- ナビスコカップ：1回（2014年）
- 天皇杯：2回（2014年、2015年）
- ゼロックススーパーカップ：1回（2015年）

ジュビロ磐田
- J2リーグ：1回（2021年）

## 代表歴
- U-15日本代表
- U-16日本代表
- U-17日本代表
- 日本代表候補　
  - 2015年 - 東アジアカップ予備登録メンバー[9]。